# Тунупилянум
Тунупилянум — потухший вулкан на западном склоне Срединного хребта на полуострове Камчатка, Россия.
Вулкан расположен, на левобережье верховья реки Кутины. Форма вулкана представляет собой пологий щит, с эксцентрично расположенной вершиной. В географическом плане вулканическое сооружение имеет вытянутую в северо-восточном направлении форму с осями 8 × 4,5 км, площадь — 28 км², объем изверженного материала 5 км³. Абсолютная высота — 1200 м, относительная: западных склонов — 700 м, восточных — 150—1200 м.
Вулкан сложен лавовыми потоками. Состав продуктов извержений представлен базальтами. Деятельность вулкана относится к современному (голоценовому) периоду.
Вулкан входит в группу северного вулканического района, срединного вулканического пояса.